# Скочище (селище)
Скочище — селище в Україні, у Житомирському районі Житомирської області. Входить до складу Брусилівської селищної громади. Населення становить 126 осіб.

## Історія
Виникло у 1960-і роки як селище при залізничній станції. Взяте на облік із присвоєнням назви 27 червня 1969 року